# 수원면
수원면(1914년~1931년)는 1914년 부터 1931년까지 있었던 폐지된 면이다.

## 지역
일제강점기 조선 경기도 수원군 수원읍에 위치했었다.